# Bodenstanduhr

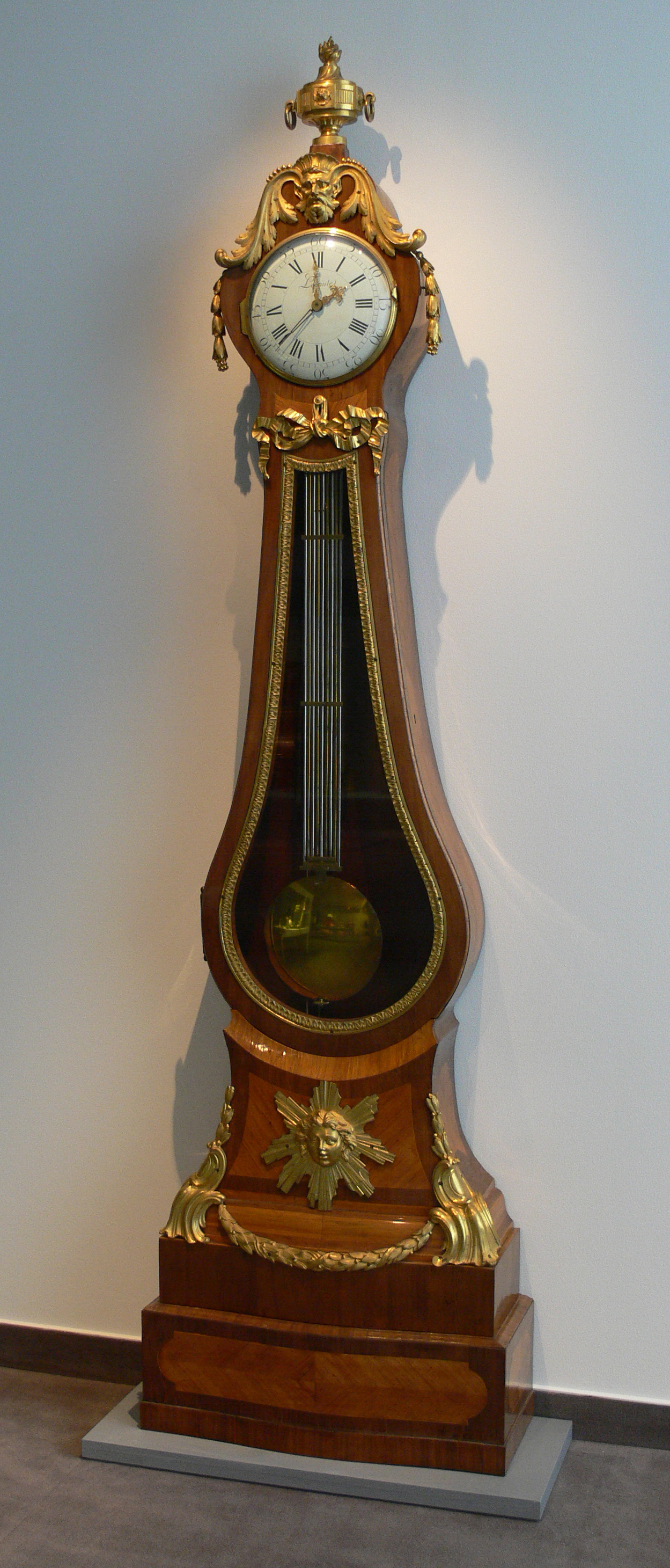
Präzisionspendeluhr mit Monats-Äquationswerk. Gehäuse: Nicolas Petit. Uhrwerk: Jean André Lepaute Paris, um 1770 (Kunstgewerbemuseum Berlin)

Die Bodenstanduhr, auch Dielenuhr, Hausuhr oder Standuhr genannt, ist eine auf dem Fußboden stehende, gewichtsangetriebene Pendeluhr.

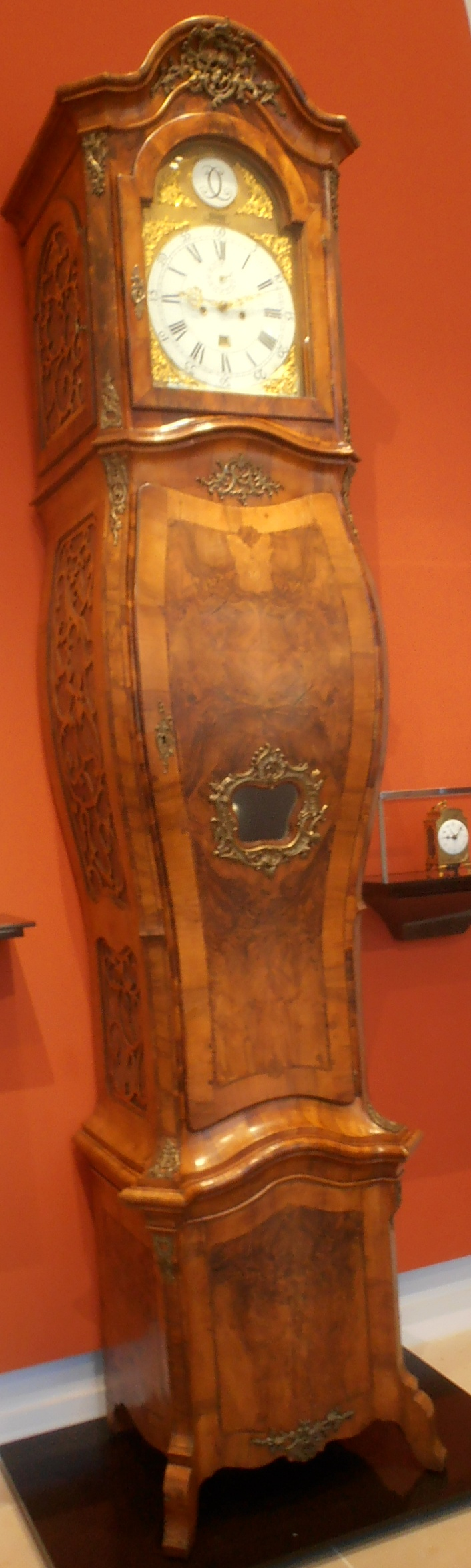
Bodenstanduhr mit Musikspielwerk von Johann Gottfried Kaufmann, Dresden 1774, im Mathematisch-Physikalischen Salon in Dresden

## Geschichte
Dieser Uhrentyp entstand im 17. Jahrhundert in England, dann verbreitete er sich nach Amsterdam, Norddeutschland und Skandinavien. In Bayern und Österreich entwickelten sich keine regionaltypischen Varianten wie in anderen Gegenden (Bergischen Land, Odenwald, Angeln, England, Bornholm). Teilweise wurden zur Zeit der handwerklichen Fertigung, bis etwa Mitte des 19. Jahrhunderts, die Uhrwerke mit dem umgebenden, oberen Gehäuseteil ("Kopf") verkauft und der Käufer ließ sich den Rest des (häufig insgesamt dreiteiligen) Gehäuses passend anfertigen. Der Kopf konnte bis dahin auch als Wanduhr verwendet werden, mitunter entstand der Rest des Gehäuses dann erst später, je nach finanziellen Möglichkeiten des Besitzers. 
Besonders im England des 18. und 19. Jahrhunderts gehörten Bodenstanduhren über Generationen zu jedem gutsituierten Haushalt, doch auch in Deutschland waren sie weit verbreitet, nicht nur im Bürgertum, sondern in einigen Regionen auch bei wohlhabenden Bauern. In Frankreich sind einfache Bodenstanduhren als Comtoise-Uhren bekannt. Alle Bodenstanduhren wurden bis zum 20. Jahrhundert in den jeweiligen Stilepochen als Möbelstück gestaltet, z. B. von der Berliner Firma A. Mustroph (AMUF) (1866 bis 1933), seit Mitte des 19. Jahrhunderts mit industriell hergestellten Uhrwerken, auch mit drei Gewichten und Westminsterschlag. Möbelfabriken boten ab dieser Zeit oft einheitlich gestaltete Zimmereinrichtungen an, zu denen dann auch eine passende Bodenstanduhr erhältlich war. Neuerdings werden auch Modelle mit Quarzuhrwerk verkauft, bei denen das hohe Gehäuse wegen des fehlenden Pendels nur noch dekorative Funktion hat oder anderweitig (z. B. als Regal) verwendet wird.

## Beschreibung
Der auf dem Boden stehende, das Uhrwerk, Gewichte und Pendel schützende Kasten hat eine Höhe bis zu 3 m. Es sind auch einige höhere Uhren bekannt, wie die Standuhr in der oberen Rathaushalle in Bremen, die fast 5 m hoch ist.
Mit der Möglichkeit, lange Pendel einzubauen, erreichte die Bodenstanduhr schon um 1700 bei sorgfältiger Werksausführung vorher nicht denkbare Ganggenauigkeiten. Die Bodenstanduhr wurde technisch laufend verbessert, so dass sie auch weiter sehr gute Gangergebnisse, entsprechend ihrer Herstellungsperiode, erreichte.
Aus Präzisionspendeluhren (Bodenregulatoren) mit Kompensationspendel und besonders hochwertigen Werken entstanden vom 18. bis ins 20. Jahrhundert Bodenstanduhren in klarer, sachlicher Form für die Präzisionszeitmessung in Observatorien und als Hauptuhren im wissenschaftlichen Bereich.
Bodenstanduhren gibt es mit verschiedenen Komplikationen (Kadratur), von der Datumsanzeige bis zu Astronomischen Indikationen. Außerdem haben fast alle Uhren diesen Typus einen oder mehrere Zusatzräderwerke, vom einfachen Schlagwerk bis zu Flöten- und Orgelspielwerken.